# Врадіївка
Вра́діївка — селище в Україні, у Первомайському районі Миколаївської області. Адміністративний центр Врадіївської селищної громади. До 17 липня 2020 року — центр Врадіївського району.

## Назва
Назва Врадіївка походить від імені відставного вахмістра Врадія, що сприяв заселенню території. До 1964 року село називалося Велика Врадіївка (рішення облвиконкому № 625 від 14 листопада 1964).

## Історія

### У складі Російської імперії
Терени сучасної Врадіївки заселялися з другої половини XVIII століття. У тутешні степи від поміщицького гніту втікали селяни з багатьох українських губерній Російської імперії. Після захвату земель Османської імперії 1787—1791 роки, у межиріччі Південного Бугу та Дністра почалося швидке освоєння цих земель. За підтримки дворянина, відставного вахмістра Врадія біля витоків річки Бакшала протягом кількох років, оселилось 60 родин. За селом закріпилася назва Врадіївка (пізніше Велика Врадіївка). 1802 року за 18 км від неї Врадій отримав спадщину у володіння 500 десятин землі та заснував село Малу Врадіївку. Населення Великої Врадіївки швидко зростало за рахунок селян, котрі втікали з Правобережної та Лівобережної України, з центральних губерній Російської імперії, а також переселенців з Молдови. 1806 року в селі нараховувало 118 дворів з населенням 446 осіб .
Велика Врадіївка входила до Балтського повіту Подільської губернії. Попри родючі землі, тривалий час населення займалося переважно скотарством, зокрема вівчарством.
1820 року в селі, яке на той час було волосним центром Ананьївського повіту Херсонської губернії, мешкало 1428 осіб.
З 1840 року Велика Врадіївка увійшла до числа військових поселень. Під наглядом вахмістрів селяни працювали на полях, займались ремеслами — теслярське, бондарне, ковальське, та шиттям.
Після ліквідації у 1857 році військових поселень мешканці Великої Врадіївки знову були зараховані до державних селян. За даними на 1859 рік у сільському південному поселенні Велика Врадіївка мешкало 3016 осіб (1509 чоловіків та 1507 жінок), налічувалось 472 дворових господарства, існувала православна церква.
Відповідно до закону від 24 листопада 1866 року, про поземельний устрій державних селян за врадіївчанами збереглись усі землі, котрі перебували у їхній власності, за це селяни мали вносити в казну щорічну плату — так звану державну оброчну данину. На основі закону від 12 червня 1886 року земля перейшла у повну власність селян, однак за це селяни мусили протягом 44 років виплачувати викуп. Станом на 1886 рік у колишньому державному селі мешкало 3553 особи, налічувався 721 двір, існували православна церква, лікарня, школа, 4 лавки, раз на місяць відбувались базари.
Скасування кріпацтва прискорило розвиток капіталістичних відносин в сільському господарстві. Подальшому економічному розвитку сприяло будівництво в другій половині XIX століття залізничної лінії Балта — Єлисаветград, яка пролягла поблизу села. Виникла станція Врадіївка.
На початку XX століття у Великій Врадіївці мешкало 6957 осіб.
Перша земельна школа на 45 місць відкрилася у 1886 році. З часом почало діяти міністерське двокласне училище. Діяла церковно-приходська однокласна школа. В цих навчальних закладах станом на 1897 рік навчалось 140 дітей. У 1890 році теслярські та ковальські вироби виставлялись на сільськогосподарській виставці в Херсоні.
За переписом 1897 року кількість мешканців зросла до 7101 особи (3576 чоловічої статі та 3525 — жіночої), з яких 6399 — православної віри.
1911 року у Великій Врадіївці відкрилась метрологічна станція.

### Визвольні змагання
На початку червня 1919 року була проголошена Врадіївська Хліборобська республіка, одна з селянських республік на півдні України. Повстання було організоване сином кривоозерського поміщика Люстгартена. Його підтримали селяни, невдоволені політикою «воєнного комунізму». Повстанці заволоділи містечками Криве Озеро та Врадіївка, де проголосили про створення «Хліборобської республіки». Територія республіки простягалася вздовж залізниці та долини річки Кодима від Любашівки на схід до Голти та Богополя нині — частини міста Первомайська). Головнокомандуючим військових загонів «республіки» став колишній штабс-капітан К. Колос, а комендантом Врадіївки — Люстгартен. Керівництво Врадіївської Хліборобської республіки оголосило про співробітництво з Директорією УНР та спільну боротьбу проти більшовиків та денікінців. Хліборобська республіка проіснувала 2 місяці, до липня 1919 року, коли її територія була захоплена більшовицькими військами. Боротьба з більшовиками продовжилася і тривала підпільно. 19 січня 1922 року на околицях Врадіївки дав останній бій окупантам, при спробі вирватися з оточення, повстанський отаман Лихо-Бондарук (Отаман Лихо) і героїчно загинув .

### Радянський період

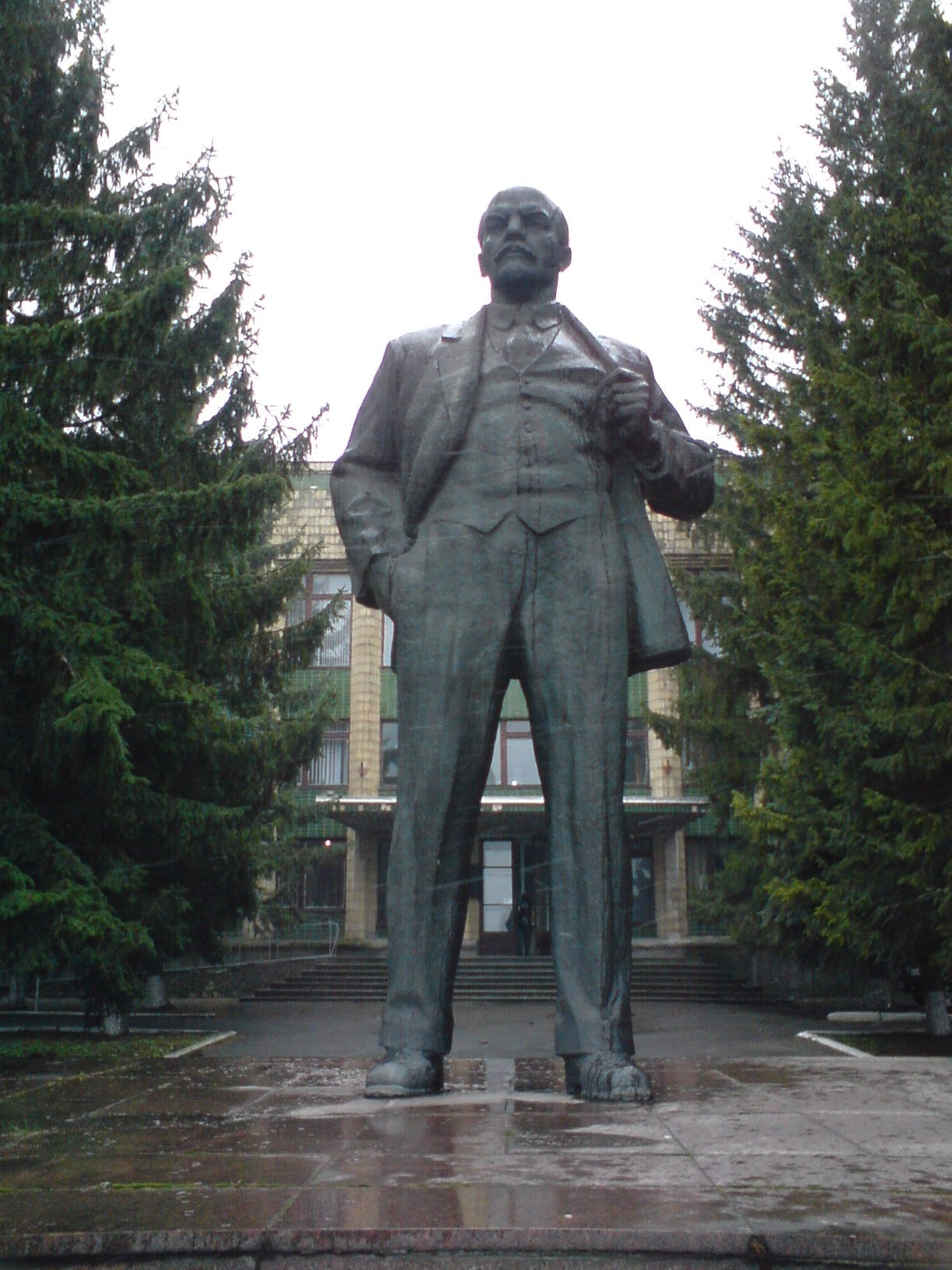
Пам'ятник В. І. Леніну

1923 року у зв'язку з адміністративною реформою Велика Врадіївка стала районним центром. У повоєнні роки у Великій Врадіївці з'явились нові хати, покриті бляхою та черепицею, на центральній вулиці проклали тротуари.
Під час організованого радянською владою Голодомору 1932—1933 років померло щонайменше 74 жителі селища, Врадіївка була занесена до так званої «чорної дошки».
1937 року розпочала роботу місцева електростанція та радіовузол. Покращилось медичне обслуговування населення, працювала амбулаторія. 1938 року відкрились фізіотерапевтичний та зубопротезний кабінети, лабораторія, молочна кухня. В 1940—1941 навчальному році в селі діяла середня та семирічна школа, у якій викладали 62 вчителя, котрі навчали більше 1000 учнів. В 1936 році почала функціонувати вечірня середня школа для працюючої молоді.

### Німецько-радянська війна
1941 рік увійшов в історію як рік початку Німецько-радянської війни. У перші ж дні понад 700 жителів Врадіївки було мобілізовано до лав Червоної армії. 6 серпня 1941 року німецькі й румунські війська захопили Велику Врадіївку. За декілька днів були захоплені всі села району.
29 березня 1944 року частини 5-го гвардійського кавалерійського корпусу (командир генерал-лейтенант О. Г. Селіванов) 2-го Українського фронту відвоював Велику Врадіївку у німців. В боях за село загинули 132 солдати Червоної армії.

### У незалежній Україні
У Врадіївці діє парафія УПЦ святої Параскеви та УГКЦ святого Миколая Чудотворця — 2009 року розпочато будівництво храму, зареєстрована в 2010-х роках.
9 жовтня 2017 року освячено храм УПЦ КП на честь святителя Миколая Чудотворця.

#### Протести у 2013 році
З 30 червня по 3 липня 2013 року у селищі тривали протести, викликані груповим зґвалтуванням та замахом на вбивство 29-річної жительки Врадіївки Ірини Крашкової. За словами потерпілої, на неї напали і зґвалтували три чоловіки — серед них два міліціонери. Одного міліціонера та іншого підозрюваного було затримано.
У ніч на 2 липня був здійснений штурм районного відділу міліції. Місцеві мешканці утримували в оточенні міліціонерів, підозрюваних у зґвалтуванні.
Міністр внутрішніх справ Віталій Захарченко 2 липня доповів про цю справу у Верховній Раді України.

## Транспорт
Через селище проходить залізниця Подільськ — Первомайськ-на-Бузі — Помічна, на якій розташована станція Врадіївка. Через станцію курсують дві пари приміських та пасажирські поїзди.
Із Врадіївки є декілька автобусних маршрутів по району. Південною околицею селища проходить і автошлях E584.

## Населення
| Рік                 | 1806 | 1820 | 1859 | 1886 | 1897 | 1900 | 1923 | 1926 | 1939 | 1959 | 1970 | 1979  | 1989  | 2001 | 2011 | 2021 |
| ------------------- | ---- | ---- | ---- | ---- | ---- | ---- | ---- | ---- | ---- | ---- | ---- | ----- | ----- | ---- | ---- | ---- |
| Кількість мешканців | 446  | 1428 | 3016 | 3553 | 7101 | 6957 | 8207 | 7973 | 7022 | 9126 | 9862 | 10728 | 10501 | 9948 | 8669 | 8157 |

### Мова
Рідна мова населення за даними перепису 2001 року:
| Мова            | Кількість | Відсоток |
| --------------- | --------- | -------- |
| українська      | 9782      | 97.47%   |
| російська       | 190       | 1.89%    |
| румунська       | 46        | 0.46%    |
| болгарська      | 6         | 0.06%    |
| білоруська      | 2         | 0.02%    |
| вірменська      | 2         | 0.02%    |
| гагаузька       | 1         | 0.01%    |
| циганська       | 1         | 0.01%    |
| інші/не вказали | 6         | 0.06%    |
| Усього          | 10036     | 100%     |

## Персоналії
- Берліян Андрій Опанасович — новатор сільськогосподарського виробництва, Герой Соціалістичної Праці.
- Ковенєв Юрій Олексійович (1990—2023) — старший солдат бригади «Азов» НГУ, учасник російсько-української війни.
- Логвиненко-Славута Анатолій Андрійович — український поет, кіносценарист.
- Рожко Олексій Прокопович — новатор сільськогосподарського виробництва, Герой Соціалістичної Праці.
- Тістол Олег Михайлович — український художник-концептуаліст, один з лідерів «української нової хвилі».
- Ярошенко Митрофан Корнійович — український актор, співак, режисер і антрепренер школи М. Старицького.